# Sie waren zehn
Sie waren zehn ist ein Abenteuer- und Kriegsroman von Heinz G. Konsalik aus dem Jahr 1979, der in der Sowjetunion vor dem Hintergrund des Zweiten Weltkriegs spielt. Das Buch hat einen, an das historische Unternehmen Zeppelin angelehnten, Anschlag einer Kommandogruppe ausgesuchter Fallschirmjäger auf Stalin zum Thema.

## Inhalt
Im Sommer 1944 trifft die Abwehrabteilung Canaris die Entscheidung, Stalin zu töten und dadurch noch eine Kriegswende herbeizuführen. Für das Unternehmen „Wildgänse“ werden zehn deutsche Offiziere ausgesucht, die alle Russisch sprechen und eine neue Identität annehmen sollen. Sie werden in einer harten Ausbildung auf diesen Einsatz ausgebildet und schließlich mit dem Fallschirm, getrennt voneinander, vor Moskau abgeworfen. Die Männer sollen sich dort unerkannt unter das Volk mischen, dann unbemerkt in den Kreml eindringen und dort einen Anschlag auf Stalin verüben. Doch dieser hat drei Doppelgänger eingesetzt und kann somit dem Attentat entkommen. Bis auf vier Personen kommen alle Kommandosoldaten um.

### Klappentext
„Das tollkühnste Kommandounternehmen des Zweiten Weltkriegs. In einer Juninacht des Jahres 1944 springen bei Moskau zehn deutsche Offiziere baltischer Herkunft aus einer Dornier-Maschine ab. Ihr Auftrag: In den Kreml einzudringen und Stalin zu beseitigen. Ein faszinierender Roman um ein dokumentarisch verbürgtes, ebenso heroisches, wie sinnloses Abenteuer voller Tragik.“

### Handlung
Die Rahmenhandlung beginnt im Jahr 1978 mit der Aussiedlung der Familie Boranow von Moskau nach Deutschland. Der Familienvater Kyrill Semjonowitsch Boranow ist deutschstämmig und war während des Krieges Hauptmann der Wehrmacht. Seine wahre Identität lautet Asgard Kuehenberg. Wegen seiner Vergangenheit musste er zehn Jahre im sibirischen Arbeitslager Kolpotschewa, Arbeitsbezirk Narym, verbringen. Auch wurde er mehrfach vom KGB verhört und gefoltert. Vor ihrer Ausreise werden sie noch von einem sowjetischen Kommissar befragt. Er drückt ihnen seine vollste Verachtung dafür aus, dass sie freiwillig „Mütterchen Russland“ verlassen wollen, erklärt, dass diese Ausreise endgültig ist und sie danach niemals wieder in die Sowjetunion einreisen dürfen, händigt ihnen am Ende aber doch noch ihre Ausreisepapiere aus. Kyrill Semjonowitsch Boranow hatte eine gut bezahlte Arbeit als Inspekteur bei der Straßenbahn und konnte sich für seine Familie ein Leben im bescheidenen Wohlstand leisten. Doch im Alter sehnt er sich immer mehr nach der alten Heimat. Seine Frau Lyra ist Moskowiterin und auch seine Kinder sind in Russland geboren. Doch ihr Entschluss ist unwiderruflich. Ihre Reise soll die Familie Boranow über Bebra, Göttingen ins Lager Friedland führen. Der 62-jährige Kuehenberg will endlich wieder frei sein und hat als Übersiedlungsadresse Köln angegeben, wo ein ehemaliger Kamerad, Oberleutnant Willy Hecht lebt. Im Lager Friedland wird Kuehenberg von Hauptmann Heinz Wildeshagen, Beamter des BND, abgefangen und zu einer geheimen Wehrmachtsoperation, dem Unternehmen „Wildgänse“ befragt. Am Anfang reagiert Kuehenberg ungehalten darauf, immer wieder zu seiner Vergangenheit befragt zu werden. Einer Geschichte, mit der er längst abgeschlossen hat. Wildeshagen ermöglicht der Familie einen Aufenthalt im Kölner Nobelhotel Blum, überweist der Familie, die kaum über finanzielle Mittel verfügt, DM 5.000,- und nimmt Kuehenberg auf die Bonner Hardthöhe mit, wo er bereits erwartet wird. Vorher machen sie Rast auf der Autobahn und Kuehenberg will auf provozierende Weise die neue Freiheit testen, indem er in aller Öffentlichkeit „Bundeskanzler Schmidt ist ein Arschloch!“ ausruft. Zu seiner großen Überraschung wird er weder von der Bevölkerung zusammengeschlagen, noch von einem Geheimdienst verhaftet. Seitdem ist ihm bewusst, mit der Auswanderung in ein westliches Land den richtigen Schritt gemacht zu haben. Die Familie Kuehenberg ist von der Überflussgesellschaft schwer beeindruckt.
Der Gastgeber auf der Hardthöhe ist sein alter Freund Willy Hecht, mittlerweile zum Generalleutnant der Bundeswehr befördert. Hecht will alles über „Wildgänse“ wissen. Bei ihrer Aufarbeitung der Geschichte des Dritten Reiches und der Wehrmachtsvergangenheit, ist die Operation „Wildgänse“ bis jetzt ein Mysterium geblieben. Sämtliche Personalakten aus dieser Zeit sind verschwunden. Auch die Suchmeldungen, die seit 1946 vom DRK abgesetzt wurden, brachten keinen Erfolg. Seine Frage zielt auf die Geschichte und das Schicksal der zehn Männer ab, die vor 34 Jahren an zehn Plätzen vor Moskau abgesetzt wurden. Kuehenberg eröffnet ihm, dass nicht alle zehn umkamen, sondern dass immer noch vier von ihnen unter falschen Identitäten in Russland leben. Unter der Einhaltung einer gewissen Verschwiegenheit verspricht Kuehenberg seinem alten Freund, ihre Geschichte zu erzählen.
Damit setzt die eigentliche Handlung im Jahr 1944 ein.
Oberleutnant Radek kämpft in einem Frontabschnitt bei Pleskau. Es ist ein elender Sektor und um ihn herum tobt das anonyme Sterben. Seine Kompanie muss sich in Erdlöchern vor sowjetischen Scharfschützen in Sicherheit bringen. Täglich entbrennen kleinere Gefechte mit feindlichen Stoßtrupps. Die Hoffnung auf ein baldiges Ausweichen in eine rückwärtige Auffangstellung lässt die Moral nicht komplett zusammenbrechen. Da erhält Radek vom OKW den Befehl, sofort nach Eberswalde bei Berlin zu verlegen.
Oberleutnant von Ranowski ist in einem Abschnitt bei Orscha eingesetzt, in dem derzeit starke Partisanenaktivität herrscht. Er hat den Auftrag, die lebensnotwendige Rollbahn gegen weitere Sabotageakte zu schützen. von Ranowski erlebt den Krieg von seiner schlimmsten Seite. Es ist auf beiden Seiten ein grausames Abschlachten. Der Zivilbevölkerung geht es sehr schlecht und sie muss hungern. Die Rote Armee fordert die Frauen auf, sich für ihr „Vaterland“ auf Geschlechtsverkehr mit den Besatzern einzulassen („Denkt immer daran: Das ist ein Opfer für das Vaterland! […] Man kann es nachher abwaschen, alles kann man abwaschen, liebe Genossinen , es dringt ja nicht in die Seele. Nur die Haut ist’s. Eure Brüder geben ihr Leben…was ist dagegen euer Opfer?“), um sie in einen ungeschützten Moment besser umbringen zu können. Er selbst hat Hemmungen in der Nacht auf Frauen und Kinder zu schießen, die Sprengladungen an die Eisenbahnschienen anbringen. Da erhält v. Ranowski den Marschbefehl nach Eberswalde.
Leutnant Solbreit, der selbsternannte „Sumpfkönig“ befindet sich in einer Art „Guerillakrieg“ in der lebensfeindlichen Umgebung der Pripjetsümpfe. Hier ist der Krieg anders als anderen Orten der Ostfront. Anstatt in Panzerschlachten dominiert auf dem sumpfigen Boden der Nahkampf von Mann zu Mann. Es ist in der dichten, unwegsamen Vegetation eine Art „Dschungelkrieg“ gegen einen unsichtbaren Feind, der meist überraschend aus dem Hinterhalt zuschlägt. Nach einem Streifengang in den Wasserläufen wird Solbreit nach Eberswalde befohlen.
Leutnant von Baldenow ist stellvertretender Kommandeur des Kavallerie-Regimentes 2 „Öseler Husaren“. v. Baldenow ist ein Kriegsheld der Panzervernichtung. Mit der PAK hat er neun sowjetische T-34 abgeschossen und ist damit Aspirant auf das Ritterkreuz. Für ihn ging es jedoch nicht um Heldentaten, sondern ums nackte Überleben. Während seines Heimaturlaubs in Ostpreußen erholt er sich von den Strapazen des Frontalltags und genießt bei seinen Waldausritten zahlreiche sexuelle Eskapaden mit adeligen Freifräuleins. Danach muss er auf dem schnellsten Wege nach Eberswalde.
Leutnant Poltmann liegt mit einem leichten Steißschuss verletzt im Lazarett der Etappe von Mogilew und wird aufgrund seiner blonden Locken von den Schwestern und Schwesternhelferinnen angehimmelt. Er genießt seine starke erotische Anziehungskraft auf die „Karbolmäuschen“, „Blitzmädchen“, Nachrichtenhelferinnen und Krankenschwestern, bei denen er eine gewisse Berühmtheit erlangt hat. Mit einem Flugzeug wird er nach Eberswalde geflogen.
Oberleutnant Adler, ein Liebhaber klassischer Musik, hat im Gegensatz zu vielen Kameraden großes Glück und ist im äußerst ruhigen Norwegen eingesetzt, wo es kaum Feindseligkeiten gibt und er ungestört faulenzen, Lachse angeln, sonnenbaden und dabei die paradiesische Natur im Sauda-Fjord genießen kann. Bis er nach Eberswalde aufbrechen muss.
Hauptmann Kuehenberg hat für besondere Tapferkeit das Deutsche Kreuz in Gold verliehen bekommen und wird dafür bei seiner Familie auf dem Gut Thernauen im lettischen Livland, in der Nähe von Dünaburg, gefeiert. Sein Vater Elmfried ist besonders stolz auf ihn und während eines Heimaturlaubes wird er auf verschiedenen gesellschaftlichen Empfängen des Landadels „herumgereicht“. Asgard warnt seinen Vater vor einer bevorstehenden Offensive. Doch der will nichts davon wissen und sieht seinen Platz auf dem landwirtschaftlichen Gut und seiner Trakehnerzucht. Nur wenige Wochen später wird er von einem Rotarmisten mit einem Gewehrkolben erschlagen. Asgar ist längst in Eberswalde und wird in das Unternehmen „Wildgänse“ eingeweiht.
Ein Spähtrupp unter der Führung von Leutnant Semper requiriert von armen Bauern ein Schwein in der Nähe der „Frontnase von Kowel“. Es ist eine Gegend mit ebenfalls starker Partisanenaktivität und die Bevölkerung kämpft gegen den Hungertod. Die Frontsoldaten verspüren große Verachtung gegenüber den wohlgenährten Soldaten in der Etappe. Bevor jedoch das Schwein geschlachtet wird, muss Semper überraschend zu einem Sonderunternehmen nach Deutschland.
Der Ritterkreuzträger, Major von Labitz, feiert in Tiraspol die Geburt seines Stammhalters, Heiko von Labitz, in der fernen Heimat. Dazu lädt er Offiziere mehrerer Bataillone und den Divisionskommandeur für ein opulentes Mahl ein. Dann muss er einem Befehl des OKW folgen, und sich unverzüglich in Eberswalde einfinden. Seinen Sohn Heiko bekommt er nie zu Gesicht.
Fähnrich Dallburg ist der Jüngste, der „Benjamin“, der „Zehn“. Er dient in Frankreich beim Regiment 914 der 352. Infanterie-Division. Die derzeit einzige „Gefahr“ im ruhigen Frankreich, ist sich mit Tripper zu infizieren. Dallberg verliebt sich in die Gelegenheitsprostituierte Gabrielle, wird quasi aus ihrem Bett gezerrt und muss sich in Eberswalde melden.
Nach und nach treffen die zehn Offiziere in der Offiziersreitschule in Eberswalde ein. Leiter des Unternehmens sind Oberst von Renneberg und Oberstleutnant Hansekamm. Zuvor haben Renneberg und der Chef des OKW, Generalfeldmarschall Keitel, eine Unterredung mit Hitler in der Wolfsschanze und dort eine Freigabe für die Geheime Reichssache erwirkt. Es wird nach eigener Darstellung „das größte und riskanteste Unternehmen des Krieges“ werden. Offiziell sind die zehn Offiziere von ihren Einheiten verschwunden, werden für tot erklärt und ihre Personalakten vernichtet. Zu dieser Geheimoperation existieren weder schriftliche Unterlagen noch irgendwelche Notizen. Durch die Liquidierung von Stalin erhofft sich das OKW eine Lähmung Russlands und das Verhindern von einem totalen Zusammenbruch der deutschen Kriegsfronten quasi „in letzter Minute“. Nicht einmal Himmler und Bormann werden von dieser Operation unterrichtet.
Währenddessen findet am 6. Juni 1944 die Invasion in der Normandie statt und der Fokus steht nicht mehr auf der Ostfront.
Nichtsdestotrotz gehen die Vorbereitungen für „Wildgänse“ mit erhöhter Dringlichkeit weiter. Die zehn Offiziere werden anhand von hochauflösenden Luftbildern und einer Karte von Moskau und Umgebung auf das Kommandounternehmen vorbereitet. Alle Teilnehmer von „Wildgänse“ sprechen Russisch wie ihre Muttersprache und müssen zur Tarnung russische Identitäten annehmen. Sie bekommen russische Uniformen und Papiere ausgehändigt und müssen drei Tage in einem russischen Offizierslager in Frankfurt an der Oder verbringen. Außerdem müssen sie ihre neue Vita auswendig lernen, da sämtliche Papiere vernichtet werden. Die Vorbereitung ist ein Wettlauf mit der Zeit, da die befürchtete sowjetische Sommeroffensive jeden Moment beginnen kann. Stalin soll genau in dem Moment sterben, wenn die Rote Armee noch voller Siegeszuversicht ist. Den zehn Männern wird Milda Ifanowa Kabakowa vorgestellt. Sie ist ihre Agentenführerin und Kontaktperson in Moskau, die in der Lesnaja Uliza Nr. 19 auf diejenigen wartet, die durchkommen sollten. Nach den Regeln der Wahrscheinlichkeitsrechnung sollten mindestens zwei durchkommen. Milda ist eine ausgesprochene „Sexbombe“ und die zehn sexuell ausgehungerten Offiziere reagieren wie pubertierende Gymnasiasten auf ihre Anwesenheit. Sie gehen mit Milda die Luftaufnahmen und die Großkarte von Moskau durch. Die Vorbereitung wird mit Sprungausbildung für Fallschirmjäger fortgesetzt. Vom Sprungturm und von einer Junkers Ju 52. Milda ist die Erste, die mit dem Fallschirm abgesetzt wird. Sie überlebt, doch ihre Maschine wird auf dem Rückflug vermutlich von einem sowjetischen Nachtjäger abgeschossen. Den zehn Männern wird ihre Absprungszone zugeteilt: Selkin – Uwarowa/Moschaisk (Можайск); Bunurian – Maximowo; Petrowskij – Kostewo; Germanowitsch – Koltschugino (Кольчугино)/Alexandrow (Алекса́ндров); Iwanow – Dubna (Дубна́); Kraskin – Stupino (Ступино); Boranow – Wjerjejo; Tarski – Lataschino; Sassonow – Jegorjewsk (Его́рьевск); Plejin – Pereslawl-Salesski (Переславль-Залесский). Sie trinken zum Abschied Krimsekt und spielen Balalaika. von Labitz schreibt einen Abschiedsbrief an seine Frau und seinen neugeborenen Sohn. Danach verbrennt er ihn.
Oberst von Renneberg händigt den „Wildgänsen“ Zyankalikapseln aus, damit sie im Falle einer Verhaftung durch ihren Freitod einem Verhör entgehen können. Die Kommandosoldaten ihre Flüge von unterschiedlichen Flughäfen: Sepkin und Kraskin von Fürstenfelde, Boranow und Petrowski von Frankfurt an der Oder, Renneberg (der allerdings nicht mit abspringt), Bunurian und Plejin von Stettin, Hansekamm (springt ebenfalls nicht mit ab), Tarkin und Iwanow von Küstrin und Duskow sowie Sassonow von einem Feldflugplatz in der Muskauer Heide. Die sowjetische Luftabwehr bemerkt die vereinzelten Maschinen nicht oder hält sie für die Eigenen. Bunurian wird planmäßig im Wald von Maximowo abgesetzt. Er soll von Wolokolamsk mit der Bahn nach Moskau fahren. Sein Fallschirmabsprung gerät jedoch außer Kontrolle und Bunurian landet hart in den Bäumen, wobei er sich schwer verletzt. Dabei bricht er sich den Knöchel und kann sich aus eigener Kraft nicht mehr fortbewegen. Duskow landet in den Hügeln von Koltschugino und wandert durch die Wälder der Sumpfniederung des Flusses Njerl. Dabei kommt ihm die gute Oriertierungsschulung zugute, die ihnen von Milda mit auf den Weg gegeben wurde. Dabei ist die „unendliche“ Weite Russlands die beste „Waffe“ für die „Wildgänse“, die als Einzelpersonen dadurch nicht weiter auffallen. Duskow vermeidet bei Begegnungen mit der russischen Landbevölkerung alles (wie z. B. deutsche Schokolade), was ihn irgendwie verdächtig machen könnte. Er gibt sich als Inspektor aus, der bei den Bauern auf der Suche nach illegalen Schwarzschlachtungen ist. Kraskin landet in den frühen Morgenstunden in den Wäldern von Stupino. Er sucht in der nächsten Stadt ein Hotel auf und will am nächsten Tag mit dem Güterzug nach Moskau. Sie finden sich im Umkreis von Moskau in der „tiefsten Etappe“ wieder, in der schon friedensartige Zustände herrschen. Es finden nach wie vor große Truppentransporte an die Front im Westen statt und die Wildgänse müssen ständig auf der Hut sein, um nicht von Militärpolizei oder Miliz entlarvt zu werden. Nicht allen gelingt das Verbergen des Fallschirms. Duskows Fallschirm wird beispielsweise von einer Kolchosebäuerin gefunden, die sich aus der Fallschirmseide ein Kleid schneidert. Boranow fährt mit der Straßenbahn in die russische Hauptstadt. Dabei hat er eine Begegnung mit der Schaffnerin Lyra Pawlowna Sharenkowa, aus der sich später eine Liebesbeziehung entwickelt.
Bunurian erwacht unter Schmerzen im Wald. Sein Fallschirm ist in den Ästen weithin sichtbar und veranlasst die Holzfäller eine Treibjagd auf die abgesprungene Person zu veranstalten. Da wird er von den Hunden aufgespürt. Seine Zyankalikapsel ist während des Absprungs verloren gegangen und er ist aufgrund seiner Verletzung den Holzfällern, die sich ihm gegenüber feindselig verhalten, hilflos ausgeliefert. Sie ziehen ihn aus und durchsuchen seine Kleidung. Dabei finden sie einen verräterischen Gegenstand, den ein Russe nicht haben kann. Daraufhin erschlagen sie ihn auf der Stelle mit Knüppeln und Äxten. Der Fall wird der NKWD-Dienststelle des Zuständigkeitsbereich Kalinin und nicht Moskau gemeldet und so verläuft er im Sande.
Milda unterhält in ihrer Privatwohnung einen subversiven Kreis und täuscht diesen durch verschiedene Zusammenkünfte mit Künstlern und Schriftstellern. Um in die Nähe des Kremls und Stalins zu kommen, beginnt sie eine heftige Affäre mit Major Wolnow, einem Offizier der Leibwache. Von ihm erfährt sie auch, dass am 20. Juni 1944 eine Großoffensive gegen die deutsche Wehrmacht in Weißrussland beginnt. Sie setzt einen verschlüsselten Funkspruch ab, der vom Generalstab der 2. Armee jedoch als „Unsinn“ verlacht und ignoriert wird.
In Zwischenzeit nähern sich Iwanow, Sepkin und Petrowskij mit unterschiedlichen Verkehrsmitteln Moskau. Sepkin trifft am Belorussischen Bahnhof ein, Petrowskij am Kasaner und Iwanow am Jaroslawler Bahnhof. Iwanow lernt die Vorarbeiterin Wanda Semjonowna kennen, die von dem angeblichen Veteranen sehr angetan ist und ihm eine Arbeit auf dem Kreml vermittelt.
Kraskin versteckt sich in einem Viehwaggon, der am nächsten Tag auf dem Moskauer Güterbahnhof ankommen soll. Während der Fahrt wird der Güterzug von Bombenflugzeugen der sowjetischen Luftwaffe überflogen. Die dabei entstehenden lauten Motorengeräusche lassen die Kühe in Panik geraten und Kraskin zertrampeln. Beim Eintreffen in Moskau werden seine sterblichen Überreste von einer Arbeiterin geborgen. Der Körper ist derart entstellt, so dass er sich nicht identifizieren lässt.
Sergin Tarski landet auf einer Wiese bei Lataschino. Er wird von der Miliz gestellt, kann jedoch noch die Zyankalikapsel schlucken, bevor er verhört werden kann.
Duskow trifft die Ärztin Anna Iwanowna Pleaskina, die als Chirurgin im Botkin-Krankenhaus in Moskau arbeitet. Am Ende kommen nur vier von zehn „Wildgänsen“ durch. Das Attentat auf Stalin wird vereitelt. Die vier „Wildgänse“ Boranow, Duskow, Sepkin und Petrowskij können mithilfe ihrer Partnerinnen, die sie durch glückliche Fügungen kennen und lieben lernen, neue und unerkannte Identitäten annehmen und ein vollkommen neues Leben beginnen. Das Buch endet mit der Feststellung, dass diese Personen ihre Vergangenheit hinter sich gelassen haben, in einem fremden Land ihr Glück gefunden haben und man nicht mehr nach ihnen suchen sollte.

## Figuren
- Peter Radek alias Piotr Mironowitsch Sepkin: 25 Jahre. Oberleutnant 3. Kp. Radek kämpft mit der Heeresgruppe Nord in Nordrussland im Gebiet um Peipussee und Pleskauer See.
- Berno von Ranowski alias Iwan Petrowitsch Bunurian: 24 Jahre. Oberleutnant v. Ranowski nimmt an Antipartisanenoperationen bei Orscha in Weißrussland teil.
- Elmar Solbreit alias Luka Iwanowitsch Petrowskij: 22 Jahre. Leutnant 7. Kp. Solbreit kämpft in den Pripjetsümpfen.
- Venno Freiherr von Baldenow alias Leonid Germanowitsch Duskow: 26 Jahre. „In bezug auf Frauen galten sie als Abkömmlinge der ausgesetzten Wisente. Wo sich unter einem Frauenrock ein schöner Körper, ahnen ließ, röhrte es bei den Baldenows in Kehle, Brust und zwischen den Beinen.“[9] Hauptmann und stellv. BtlKdr d. Kavallerie-Regimentes 2 “Öseler Husaren”, wird wegen Panzerbekämpfung bei Kischinew/Moldawien lobend im Heeresbericht erwähnt.
- Johann Poltmann alias Fjedor Pantilijewitsch Iwanow: 21 Jahre. Leutnant. Poltmann kuriert seine dritte Verwundung im Lazarett von Mogilew/Weißrussland aus.
- Detlev Adler alias Alexander Nikolajewitsch Kraskin: Oberleutnant, 25 Jahre. Adler verbringt seine Zeit an der ruhigen Front am Saudafjord in Südnorwegen.
- Asgard Kuchenberg alias Kyrill Semjonowitsch Boranow: Hauptmann, 28 Jahre. Kuchenberg verbringt seinen Fronturlaub vom ukrainischen Orgajew bei seiner Familie in der Heimat.
- Dietrich Semper alias Sergeij Andrejewitsch Tarski: Leutnant, 22 Jahre. Semper führt einen Spähtrupp bei Kowel in der Ukraine und requiriert mit Gewalt Nahrungsmittel von der russischen Landbevölkerung.
- Bodo von Labitz alias Pawel Fedorowitsch Sassonow: Major, 31 Jahre. Stabsintendant der 6. Armee feiert die Geburt seines Sohnes.
- Alexander Dallburg alias Nikolai Antonowitsch Plejin: Fähnrich, 20 Jahre. Absolvent der Kriegsschule. Aktuell im 914. Regiment der 352. Infanterie-Division.

- Larissa Alexandrowna Chrulankowa: Traktoristin, 22 Jahre
- Lyra Pawlowna Sharenkowa: Straßenbahnschaffnerin, 20 Jahre
- Anna Iwanowna Pleaskina: Ärztin, 28 Jahre
- Ljudmila Dragomirowna Tscherkasskaja: Leutnant der weiblichen Miliz, 26 Jahre
- Wanda Semjonowna Haller: Bau-Vorarbeiterin, 23 Jahre
- Jelena Lukinischna Puschkina: Sekretärin im Kreml, 19 Jahre

- Igor Wladimironowitsch Smolka: Oberst der sowj. Abwehr, 40 Jahre
- Jefim Grigorjewitsch Radowskij: General Verbindungsstab Rote Armee/Stalin
- Wladimir Leontijewitsch Pleasikowski
- Nikolai Iljitsch Tabun
- Anton Wasiljewitsch Nuraschwili

## Rezensionen
„Ein irrer Schmerz durchjagte Bunurian, der gebrochene Knöchel knickte wieder um, als er den Fuß belasten musste, und das war mehr, als selbst ein tapferer Mann ertragen kann. Bunurian brüllte auf, die Augen quollen ihm rotgerändert aus den Höhlen, aus dem aufgerissenen Mund rann Speichel, und als er sich an einem Ast festhielt und den zertrümmerten Fuß hochhob, rannen ihm auch noch Tränen aus den Augen und liefen über sein zuckendes Gesicht. ‚Seid…seid Menschen…Hört mich an…‘ Pawel Tichonowitsch war der Erste, der mit seinem dicken knorrigen Knüppel auf ihn einschlug. Sofort folgte Oleg Viktorowitsch, der gemein und listig gegen das Bein hieb, das Bunurian angezogen über den Boden hielt. Der Misshandelte schrie wieder auf, wollte sich zu Boden fallen lassen, aber drei Holzfäller ergriffen ihn, hielten ihn fest, und stehend empfing er die Schläge… Auf den Kopf, in den Nacken, gegen die Schläfen, auf die Schultern, ins Gesicht. Blut schoss aus Nase und Mund, die Kopfhaut platzte auf, ein Sturzbach von Blut überschwemmte den ganzen Kopf und rann am Körper hinunter. Stumm, verbissen, als gelte es, einen besonders widerspenstigen Baum zu fällen, droschen die Männer auf Bunurian ein. Als die drei ihn endlich losließen, rollte er auf den Waldboden, verkrümmt wie ein Wurm, ein formloser Haufen Kleidung und Blut. ‚Schlagt ihm die Därme heraus!‘, knurrte Oleg Viktorowitsch wie ein Kettenhund. ‚Ein Spion ist er! Ein elender Spion!‘ Bunurian spürte keine Schmerzen mehr. Es gibt eine Grenze… Aber er konnte noch denken. Mutter, dachte er, Mama! Ich sterbe jetzt. Wie schön, dass Du nie erfahren wirst, wie ich gestorben bin. Für Dich bin ich vermisst. Und Du wirst, solange Du lebst, hoffen, dass ich wiederkomme. Das ist das Gemeine am Vermisstsein. Die uns lieben, geben nie den Glauben an ein Wunder auf. Mama…,Mama…! Bunurian verlor endlich das Bewusstsein. Ein guter Hieb auf seine Hirnschale war daran schuld. Er zertrümmerte seine Schädeldecke, zerquetschte sein Gehirn. Sein Sterben wurde nicht wahrgenommen…die Holzfäller trommelten weiter auf seinen Körper, bis Oleg, der Bucklige, die Axt nahm und mit einem Hieb den schon formlosen Kopf spaltete …“

„Kraskin plumste auf den Waggonboden zurück. Er rutschte auf dem glitschigen, von Kot und Urin verschmierten Boden aus, fiel auf die Knie und wurde sofort von einem Kuhtritt getroffen. Halb betäubt versuchte er, sich aufzurichten, aber da waren die Leiber um ihn und über ihm, niederbrechende Felsen aus Fleisch, die ihn vollends zu Boden warfen. Er stieß wieder mit den Fäusten um sich, die Spalthufe trommelten auf ihn herunter, traten ihn in den breiigen Kot, er antwortete mit Tritten, krallte sich mit beiden Händen in ein dickes Euter und zog sich daran vom Boden, zwischen der wild herumstampfenden Kuh wie ein Kosak, der im vollen Galopp unter seinem Pferd hindurchkriecht und zwischen den wirbelden Beinen pendelt. Es war nur ein kärglicher Aufschub für Kraskin. Ein Stoß warf ihn wieder auf den Boden, und dort zertrat ihm ein Huf die rechte Hand. Bis in sein Hirn hörte er das Zerknacken der Knochen. Er biss sich in den linken Unterarm, begann vor Hoffnungslosigkeit und Todesangst zu weinen, ein Schluchzen durchzog seinen Körper, auf den die Huftritte herunterprasselten, und dann war Kraskin nur noch eine gefühllose, armselige Masse, die unter brüllenden Kühen alle Formen verlor, die auseinander floss und sich mit Kot und Urin vermischte. Gegen fünf Uhr traf der Kuhtransport auf dem Güterbahnhof in Moskau ein. Die Tiere hatten sich längst beruhigt, standen schwankend in ihren Waggons und ließen sich ohne erkennbare Regung abspritzen. Drei Kolonnen mit dicken Schläuchen, meist Frauen in hohen Gummistiefeln, schoben die Eisentüren zur Seite und schwemmten mit hohem Wasserdruck den Mist von den Wagenböden. Auch zu dem Wagen Nr. 27 kamen sie, knallten die Riegel herum und drückten die Rolltür weg. Der Wasserstrahl zuckte aus der Spritze, träge wälzte sich der Mistschlamm über die Waggonkante. In einer Ecke blieb ein Klumpen liegen. Die Arbeiterin Antonia Nikolaijewna stieß einen unfeinen Fluch aus, nannte den sperrigen Haufen einen Hurendreck und hielt den Wasserstrahl voll drauf. Der Klumpen blieb, als sei er auf dem Boden festgebacken. Antonia Nikolaijewna gab ein Beispiel dafür, dass eine Frau im Arbeitsprozess beim Fluchen keinem Mann nachsteht, klemmte den Schlauch an der Tür fest, ließ den Wasserstrahl voll über die Kühe prasseln und beugte sich in den Wagen vor. Dann stieß sie einen hellen Schrei aus, warf die Hände über den Kopf und rannte japsend, mit hervorquellenden Augen davon. Zwei Wagen weiter erbrach sie sich und setzte sich dann wie betäubt auf die Schienen.“

Im Roman Sie waren zehn werden diverse grausame Szenen beschrieben, in denen die enttarnten Kommandosoldaten eines grausamen Todes sterben. Auf die Explizitheit dieser Szenen angesprochen, antwortete Konsalik in einem Interview, er hätte während des Russlandfeldzuges wesentlich brutalere Dinge miterlebt. Erlebnisse, die Konsalik dank seiner Selbstdisziplin gut verarbeitet hatte. Die Geschichte ist mit hartem Männerethos und einer Reihe von erotischen Liebesszenen geschrieben. Nach Angaben des Verfassers ist seine Geschichte an das reale Unternehmen Zeppelin angelehnt, eine Operation der verdeckten Kriegsführung, die im Juli 1944 anlief und das Ziel hatte, Stalin zu töten.
Der Titel, der in die Periode „Altersstil“ des Schriftstellers fällt, gehört zu den umfangreichsten Kriegsromanen Konsaliks und hatte einen zentralen Stellenwert im Gesamtwerk des Autors. Sie waren zehn hielt er selbst für eines seiner gelungensten Bücher. Im Gegensatz zu den beeindruckenden Verkaufszahlen stehen die überwiegend negativen Kritiken. So ist die Rede davon, er schreibe „antikommunistisch“ und „revanchistisch“. Er hätte die Kriegswirklichkeit auf „abenteuerliches Geschehen reduziert“ und militärische Ereignisse „zur Idylle verniedlicht“. Außerdem hätte er „Nazigewalt in deutschen Männerheroismus umgemünzt“ und Sowjetbürger entweder als „fanatische Totschläger“, Trottel oder Feiglinge diffamiert. Horst Schüler spricht im Hamburger Abendblatt sogar davon, dass er „selten so einen Unsinn gelesen“ habe.

## Historischer Kontext: Operation Zeppelin

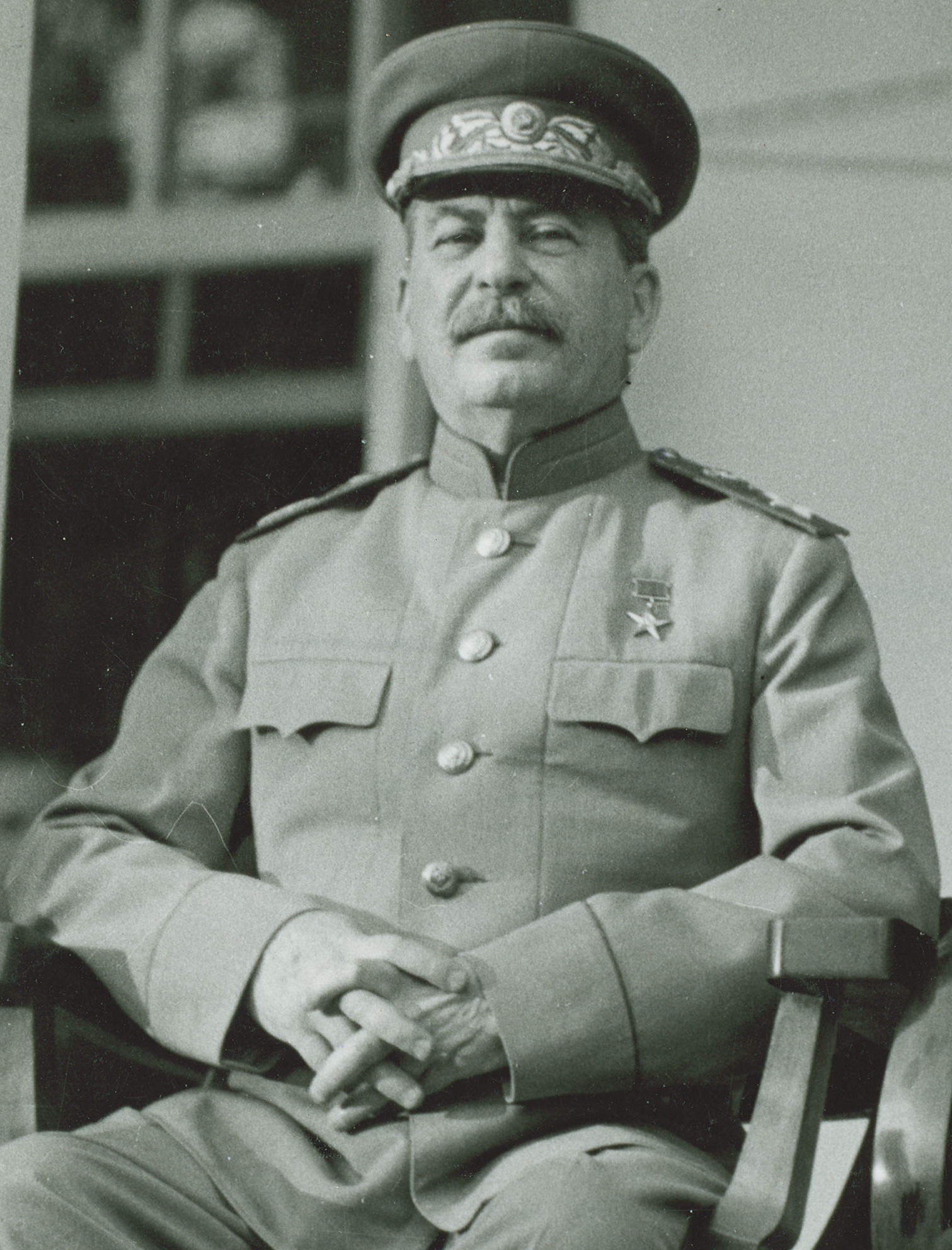
Stalin aus dem Jahr 1943

Konsaliks Roman ist der historischen Operation Zeppelin nachempfunden, ein Unternehmen, das schon im Sommer 1943 ausgeführt werden sollte. Mit der Vernichtung des sowjetischen Oberkommandos war SS-Obersturmbannführer Gräfe von der Gruppe VI c des Reichssicherheitshauptamts betraut. Gestapo-Agent Politow sollte auf dem Luftweg in die UdSSR eingeschleust werden und zusammen mit seiner Verlobten und Funkerin Schilowa, in der Nähe von Moskau seinen Plan ausführen. Eine Agentengruppe „L“ sollte ebenfalls ins russische Hinterland gebracht werden, um dort geeignete Landungsplätze für das Arado-332 Spezialflugzeug ausfindig machen. Das eigentliche Unternehmen wurde erst am 5. September 1944 in die Tat umgesetzt. Aufgrund einer Beschädigung durch Flakfeuer des Moskauer Luftverteidigungsgürtels sollte Politow auf einem Reservelandeplatz bei Smolensk abgesetzt werden. Bei einer Bruchlandung kamen vermutlich alle Insassen ums Leben. Nur Politow konnte mit einem Motorrad (Beiwagenkrad) fliehen, wurde aber wenig später von der Geheimpolizei verhaftet.

## Wirtschaftlicher Erfolg
Wirtschaftlich war der im Herbst 1979 publizierte Roman Sie waren zehn ein großer Erfolg und knüpfte an die Verkaufszahlen von Der Arzt von Stalingrad an. Kurz nach seiner Veröffentlichung schaffte das Buch auf Anhieb Rang 9 in der Bestsellerliste des Spiegel-Magazins und konnte sich 25 Wochen lang unter den interessantesten Neuerscheinungen der Saison halten. Im April 1982 waren die Vorbestellungen dieses Titels so zahlreich, dass der Goldmann-Verlag eine Neuauflage von 200.000 Exemplaren auf den Markt brachte. Sie waren zehn und Frauenbataillon wurden nach Angaben der Zeitung Welt zu „Superrennern“ der 1980er Jahre.

## Textausgabe
- Heinz Konsalik: Sie waren zehn. Bertelsmann Verlag, Gütersloh 1979, ISBN 3-442-06423-6.